# استورشیرکان
استورشیرکان (سوئدی: Storkyrkan، تلفظ: سوئدی: [ˇstu:rˌɕʏrkan]) قدیمی‌ترین کلیسا در منطقه گملا ستان، استکهلم سوئد است.
این کلیسا که در قرن ۱۳ میلادی ساخته شده از نوع گوتیک آجری می‌باشد و دارای یک برج به ارتفاع ۶۶ متر است که ۶ ناقوس کلیسا در آن آویزان است.

## نگارخانه

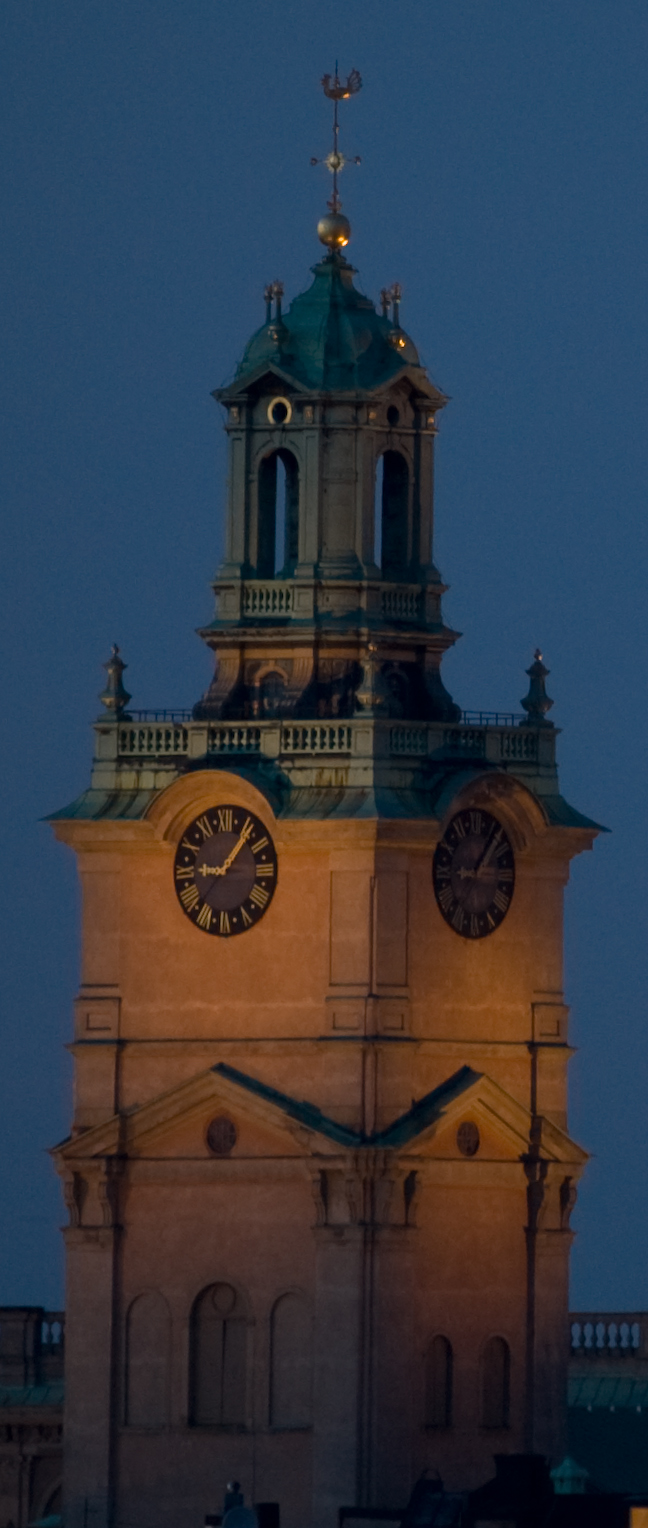
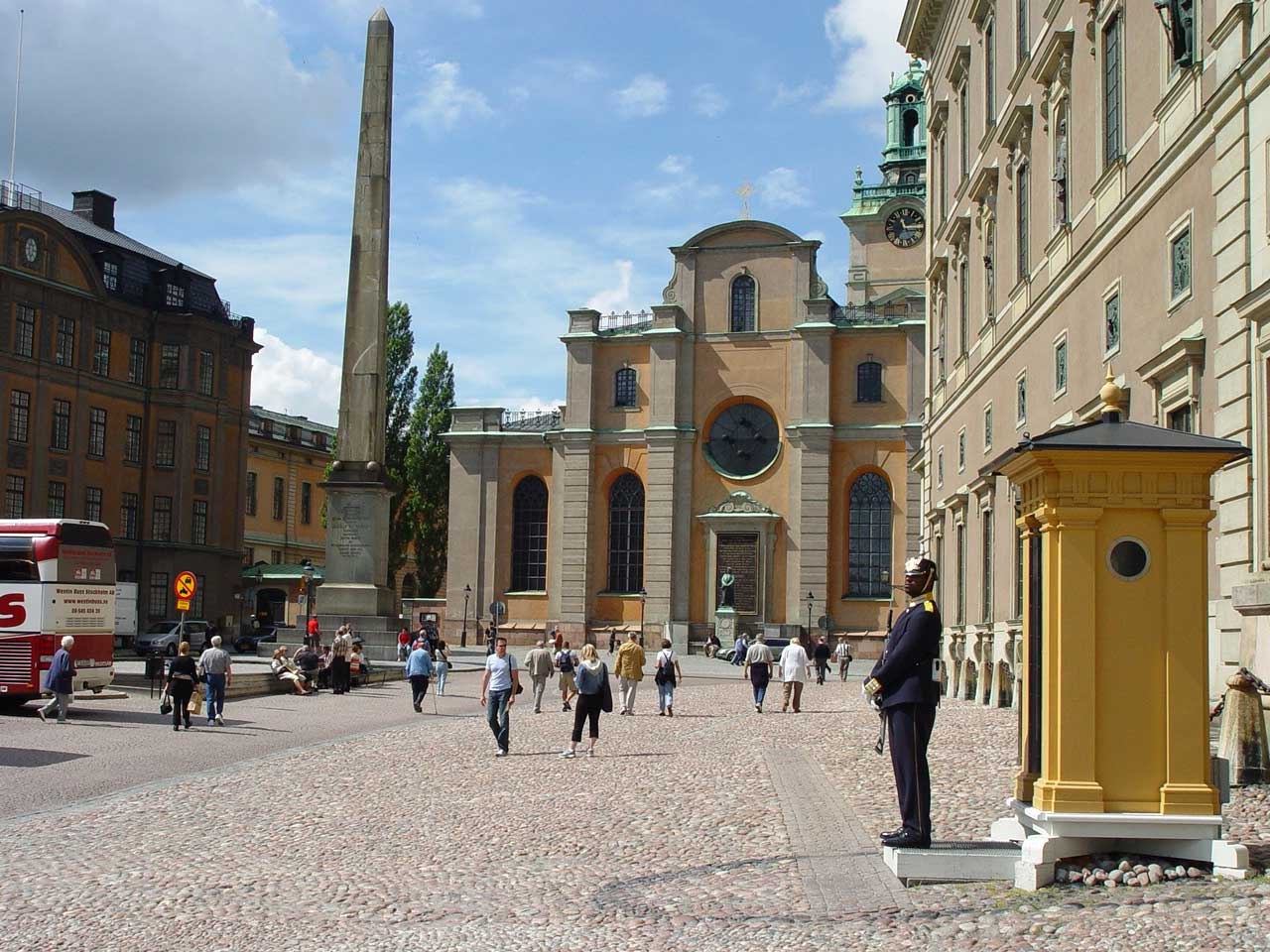
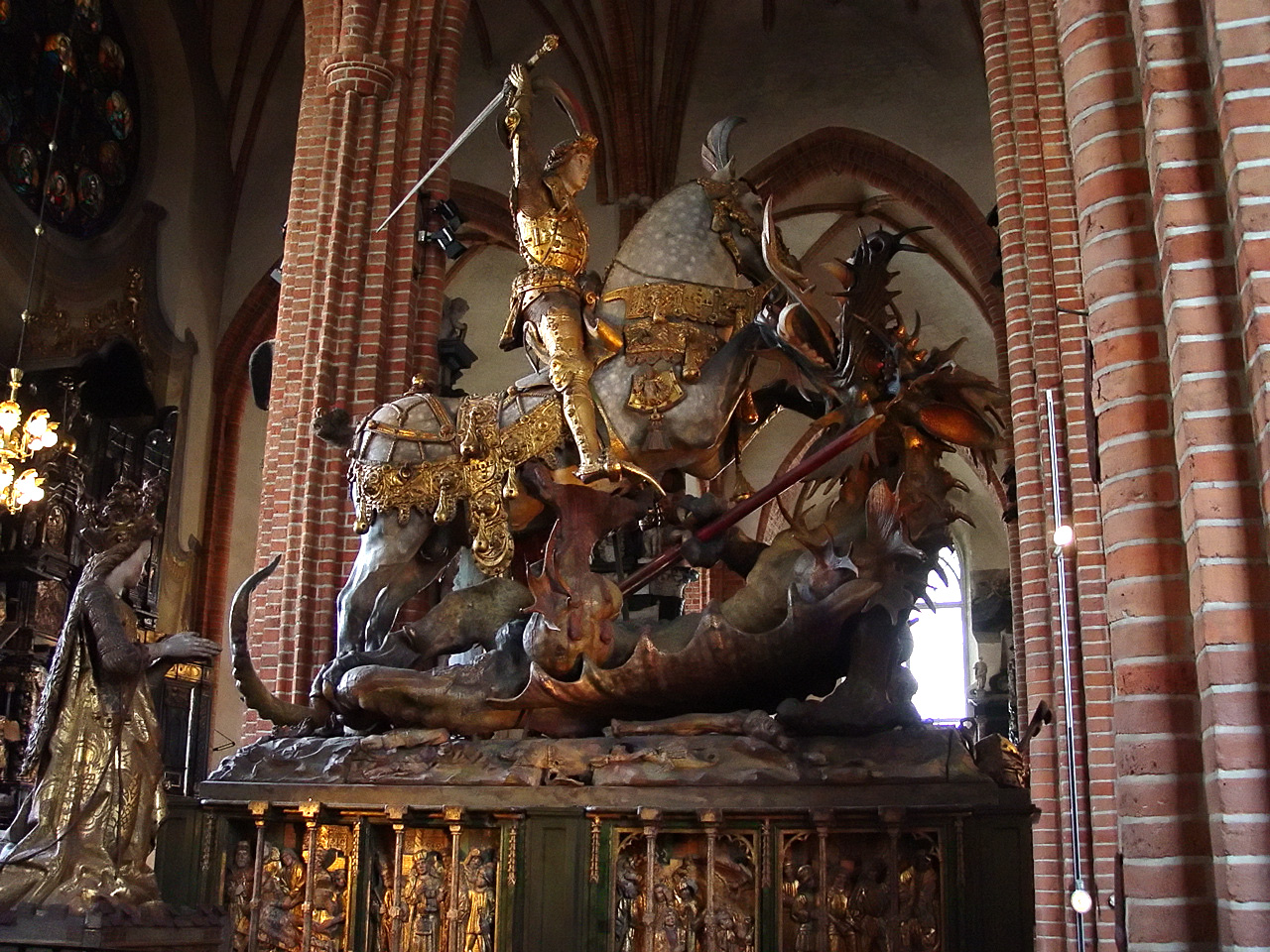
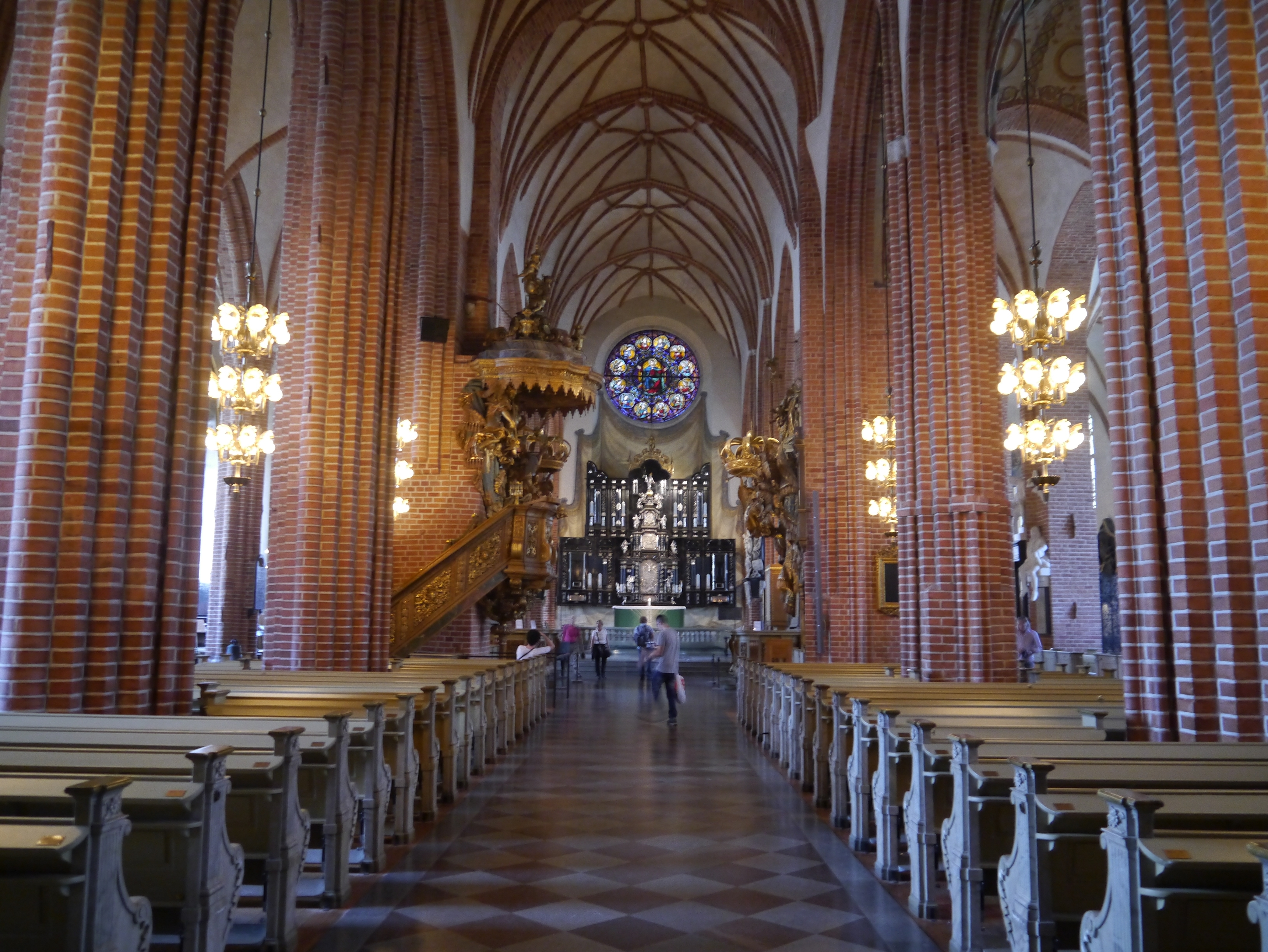
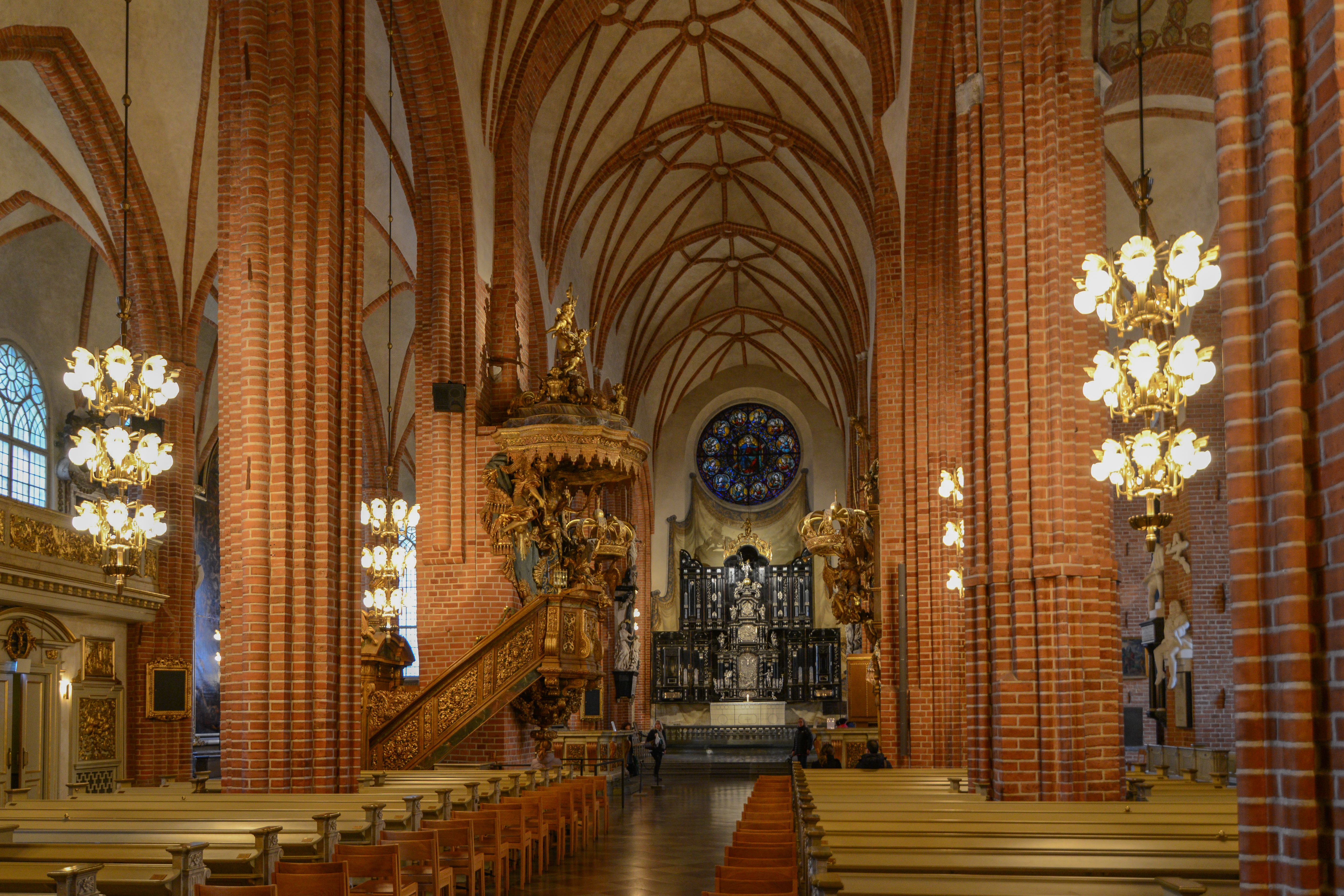